# Walter Viitala
Walter Viitala (Helsinki, 9 gennaio 1992) è un ex calciatore finlandese, di ruolo portiere.

## Carriera
All'età di diciannove anni è stato prestato dall'FC Honka all'HIFK nel campionato di Ykkönen, la seconda serie finlandese, per quella che è stata la sua prima parentesi personale nel calcio senior.
A fine anno è tornato all'Honka, difendendone la porta per i successivi tre anni, giocando spesso titolare ma rimanendo talvolta in panchina o in tribuna, specialmente al primo e in parte al terzo anno.
Per la stagione 2015 si è accasato all'IFK Mariehamn, società con sede alle isole Åland, in cerca di un nuovo giocatore dopo il ritiro del secondo portiere Simon Nurme. Nel corso dell'annnata, Viitala ha collezionato 8 presenze in campionato, ma è stato titolare anche nella finale di Coppa di Finlandia che ha decretato il suo primo trofeo di carattere nazionale della squadra biancoverde.
A fine campionato ha rinnovato il proprio contratto per un ulteriore anno. La dirigenza ha così puntato su di lui, vista anche la partenza dell'altro portiere Otso Virtanen. La stagione del club si è conclusa con il primo storico titolo di campione di Finlandia, dopo la coppa nazionale vinta l'anno precedente.
Terminato il contratto con l'IFK Mariehamn, Viitala si è trasferito in Danimarca al Viborg ma non è riuscito ad evitare la discesa della squadra in seconda serie. Rimasto nonostante la retrocessione, nella stagione 2017-2018 ha giocato titolare gran parte delle partite della prima metà campionato, ma poi gli è stato preferito il pariruolo Sebastian John.
Nell'agosto 2018 è stato scelto dagli svedesi del Malmö FF per sostituire il secondo portiere Fredrik Andersson, il quale è stato costretto ad operarsi. Il 23 settembre è subentrato all'infortunato Johan Dahlin nell'intervallo di Malmö-Kalmar (4-0). Una settimana dopo ha disputato la sua seconda e ultima partita al Malmö nello 0-0 casalingo contro il GIF Sundsvall. A fine stagione è rimasto svincolato.
Dopo aver giocato in Danimarca e Svezia, Viitala è approdato in un altro paese scandinavo, la Norvegia, firmando con il Sandefjord che si apprestava a giocare nella seconda serie nazionale dopo la retrocessione dell'anno precedente.

## Palmarès

### Club

#### Competizioni nazionali
- Coppa di Finlandia: 1

Honka: 2012
- Liigacup: 1

Honka: 2011